# Pui del Cap de l'Estany
El Pui del Cap de l'Estany és una muntanya de 2.603 metres que es troba entre els municipis de Lladorre, a la comarca del Pallars Sobirà i l'Arieja a França.